# 陈关良
陈关良（1965年—），广西岑溪人，汉族，中华人民共和国政治人物、第十一届全国人民代表大会广西地区代表。
毕业于广西中医学院医疗专业。担任广西南丹县中医院副院长。2008年起担任全国人大代表。